# 溫立煌
溫立煌（1993年10月26日—）為臺灣男子籃球運動員，場上位置為大前鋒和中鋒，國小四年級曾赴澳洲就讀語言學校一年，就讀五甲國中時是英文資優班學生，國三時身高已達190公分，被三民家商相中安排其至七賢國中練籃球，到了高三才成為三民家商主力，高中畢業後升學至義守大學就讀應用英語學系，2016年夏天擔任瓊斯盃中華白隊翻譯，2017年7月在超級籃球聯賽新人選秀會第一輪第七順位被臺北達欣工程選中。2019年8月加盟桃園璞園建築。2021年8月轉戰P. LEAGUE+桃園領航猿。2022年7月桃園領航猿釋出溫立煌。2022年8月加盟T1聯盟臺中葳格太陽。2022年9月在跨聯盟籃球邀請賽以場均1.4阻攻的表現抱走阻攻王頭銜。2023年7月底參加2024年奧運男籃資格賽亞洲區預選賽代表隊訓練，歷經兩週集訓之後，中華民國籃球協會因為安全考量不參加該賽事，讓代表隊成員歸建母隊。2023年8月3日，臺中太陽宣布與溫立煌終止合約，同天據TSNA報導加盟裕隆納智捷，實際上因為膝蓋傷勢並沒有與裕隆納智捷完成簽約。

## 外部連結
- 溫立煌的Instagram帳戶
- 溫立煌在fiba.basketball（英语）
- 溫立煌在fiba.basketball（英语）
- 溫立煌在archive.fiba.com（archived）（英语）
- 溫立煌在P. LEAGUE+
- 溫立煌在Eurobasket.com（球員）（英语）
- 溫立煌在RealGM（英语）